# The Taking of Beverly Hills
The Taking of Beverly Hills is een Amerikaanse actiefilm uit 1991, geregisseerd door Sidney J. Furie, met in de hoofdrollen Ken Wahl, Matt Frewer, Harley Jane Kozak en Robert Davi. 

## Verhaal
Een jonge delinquent David Hayes bedenkt een plan om heel Beverly Hills te beroven. Na de bewoners te hebben geëvacueerd vanwege een chemisch verontreiniging, begint een gigantische overval met de medeplichtigheid van de corrupte politieagenten die de buurt moeten beschermen, maar er vindt een hele strijd plaats.

## Rolverdeling
| Acteur              | Personage                         |
| ------------------- | --------------------------------- |
| Ken Wahl            | David 'Boomer' Hayes              |
| Matt Frewer         | officier Ed Kelvin                |
| Harley Jane Kozak   | Laura Sage                        |
| Robert Davi         | Robert 'Bat' Masterson            |
| Lee Ving            | Varney                            |
| Branscombe Richmond | Benitez                           |
| Lyman Ward          | Chief Healy                       |
| George Wyner        | de burgemeester van Beverly Hills |
| William Prince      | Mitchell Sage                     |
| Michael Bowen       | L.A. Cop bij Roadblock            |
| Tony Ganios         | EPA Man                           |
| Michael Alldredge   | Dispatch Sergeant                 |
| Raymond Singer      | Mr. Tobeason                      |
| Pamela Anderson     | cheerleader (niet genoemd)        |

## Release
De film werd opgepikt voor bioscoopdistributie door Columbia Pictures, die de film oorspronkelijk voor mei 1991 plande, voordat hij van het schema werd gehaald. De film kreeg uiteindelijk een beperkte uitgave in de herfst van 1991, met een brutowinst van $ 939.277 aan de kassa met een budget van $ 19 miljoen. Ondanks de aanwezigheid van Ken Wahl en vanwege de nogal matte reclame, flopte de film, maar vond later alsnog een publiek toen de film op VHS werd uitgebracht.

## Computerspel
Een computerspel werd ontwikkeld door Off The Wall Productions en uitgebracht door Capstone Software in 1991 tegelijk met de bioscoopuitgave van de film. Het spel was een hybride van actie en avontuur waarin de speler zowel als David 'Boomer' Hayes als Laura Sage kon spelen (vreemd genoeg komt Ed niet voor in het spel), om puzzels op te lossen en slechteriken te verslaan en zo de plundering van de stad te stoppen.

## Wetenswaardigheden
- In de film speelde Pamela Anderson haar eerste filmrol. In deze niet-genoemde rol speelt ze een cheerleader.